# Эльдорадо (сеть магазинов)
«Эльдора́до» — торговая сеть по продаже бытовой электроники. 
«Эльдорадо» — пятикратный лауреат премии «Права потребителей и качество обслуживания», трехкратный обладатель премии «Марка № 1 в России» (2012, 2014, 2016), четырёхкратный обладатель премии «Лучшие социальные проекты России» за акцию «Утилизация» (2013, 2016, 2017, 2018) и двукратный победитель премии Retail Week Awards (2017, 2018). Компания стала победителем CX World Awards 2018 в номинации «Персонализированный клиентский опыт», лауреатом программы «Эффективное бизнес-образование 2016» в категории «Лучшая программа развития и мотивации сотрудников», а также обладателем премии Russian Retail Awards 2016, Customer Experience Awards Russia 2016 в номинации «Лучший персонализированный маркетинг» и Online Retail Russia Awards 2016 как лучший интернет-магазин в своем сегменте.
Розничная сеть «Эльдорадо» входит в Группу «М.Видео-Эльдорадо» (ПАО «М.видео») — крупнейшую российскую розничную компанию.

## История
Компания была создана 1 сентября 1994 года (тогда был открыт первый магазин компании в Самаре). В начале 2005 года европейская компания, крупный розничный торговец бытовой техники и электроники Dixons Group plc., получил исключительное право на приобретение контрольного пакета акций «Эльдорадо» до 2011 года. По условиям опциона, цена 100 % акций «Эльдорадо» была установлена в размере 1,9 млрд долларов. В июне 2007 года стало известно, что DSG International отказалась от исполнения опционного соглашения.
С мая 2005 года компания развивала собственную сеть салонов сотовой связи с одноимённым названием (480 салонов связи «Эльдорадо» на начало 2009 года). Планировалось увеличить количество салонов до 490 к концу 2009 года, но в связи с финансовыми затруднениями вся сеть салонов сотовой связи была продана компании МТС.
Первоначально единоличным владельцем компании являлся президент «Эльдорадо» Игорь Яковлев. В начале 2008 года налоговые органы предъявили одному из юридических лиц «Эльдорадо» налоговые претензии на общую сумму почти в 15 млрд руб. После этого банки — кредиторы компании потребовали досрочного погашения кредитов на сумму 400 млн долларов, а поставщики прекратили поставлять товар, но чешская группа PPF предоставила заём в 500 млн долларов. В сентябре 2008 года Яковлев избавился от контрольного пакета «Эльдорадо», продав 39 % акций группы холдингу PPF, а 11 % — итальянской страховой группе Assicurazioni Generali за сумму порядка 400—800 млн долларов. В декабре 2010 года PPF выкупила долю итальянской компании за 46 млн евро. В августе 2011 года чешская компания выкупила остатки «Эльдорадо» у его основателя, заплатив за 50 % минус 1 акцию сети 625 млн долларов.
В июле 2013 года сеть «М.Видео» получила разрешение Федеральной антимонопольной службы на покупку «Эльдорадо» у PPF, но с ограничениями на доминирование объединённой сети в ряде регионов. В декабре 2016 года начались переговоры, и в апреле 2017 года «М.Видео» и «Эльдорадо» были куплены финансовой группой «Сафмар».
В марте 2018 года «М.Видео» сообщило о покупке сети «Эльдорадо». В апреле того же года сделка была завершена.
В мае 2022 года сеть заявила о создании собственной IT-компании «М.Тех».
В декабре 2022 года стало известно, что группа «М.Видео-Эльдорадо» объединяется под одним брендом «Эльдорадо +М.Видео». Компания «М.Видео» выкупила «Эльдорадо» в марте 2018 года. И начала объединение под одним брендом в декабре 2022 года. Это решение было принято на фоне снижения потребительского спроса на электронику примерно на 30 %.

## Деятельность

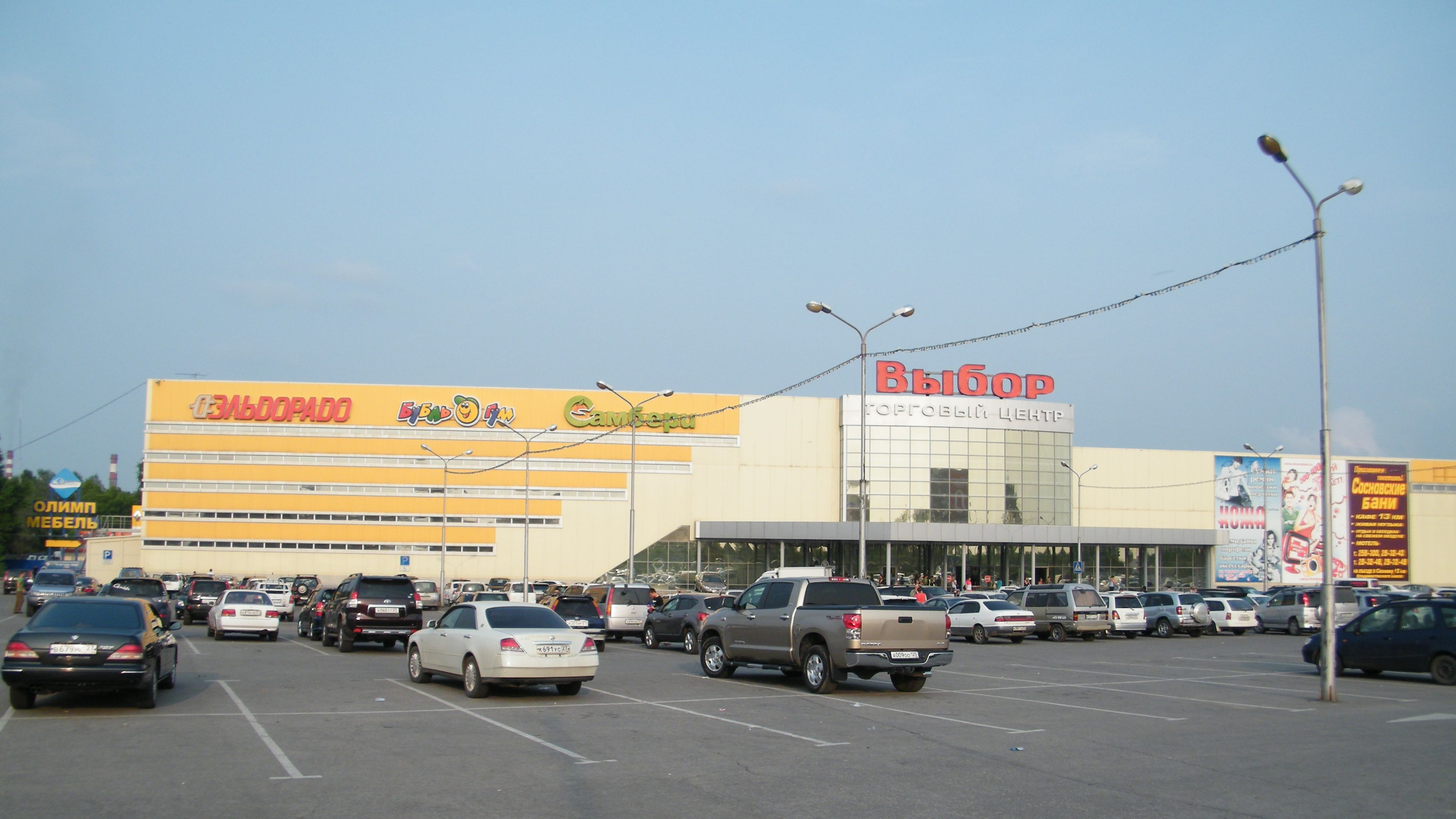
Магазин «Эльдорадо» в Хабаровске

На начало апреля 2013 года в сеть «Эльдорадо» входило 396 собственных магазинов и 42 пункта заказа и выдачи товаров, а также ещё около 300 торговых точек, работающих по франчайзингу. На начало 2013 года магазины «Эльдорадо» работали более чем в 450 городах России.
В 2012 году сеть открыла 58 новых магазинов. На конец 2012 года общее число магазинов «Эльдорадо» составило 404 гипермаркета в 173 городах Российской Федерации.
В 2010 году «Эльдорадо» начала утилизацию бытовой техники и электроники в обмен на приобретение товаров в магазинах сети, за 2010—2012 год было утилизировано более 1 миллиона единиц бытовой техники.

### Финансовые показатели

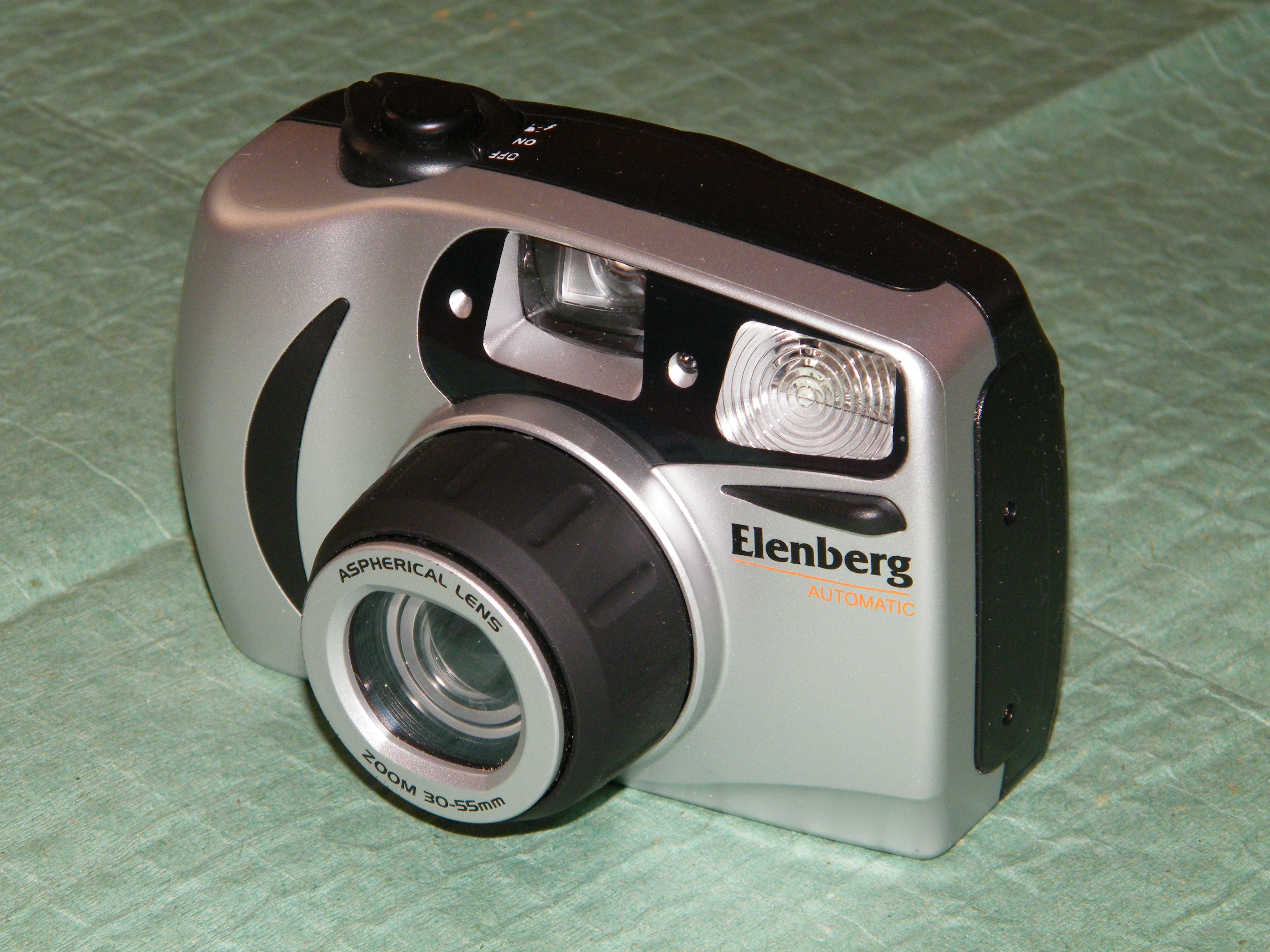
Фотоаппарат Elenberg 501AZ, выпускался по заказу торговой сети «Эльдорадо»

В 2016 году розничные продажи увеличились на 11,0 %, составив 130 млрд рублей (с НДС).
В 2015 году розничные продажи составили 117,490 млрд рублей (с НДС).
В 2014 году розничные продажи выросли на 16,2 %, достигнув 131,7 млрд рублей (с НДС).
В 2013 году розничные продажи сети «Эльдорадо» составили 113,5 млрд рублей (с НДС) — на 0,9 % больше в сравнении с 2012 годом.
В 2012 году розничные продажи сети «Эльдорадо» составили 112,423 млрд руб. (с НДС) — на 15,3 % больше в сравнении с 2011 годом.
Объём инвестиций в развитие сети в 2011 году увеличился по сравнению с 2010 годом в 2 раза и составил около 100 млн долларов. При этом показатель EBITDA составил 5,1 млрд рублей (6,1 %).
2010 год — оборот 97,8 млрд рублей.
2009 год — оборот сети составил 89 млрд рублей, или 2,8 млрд долларов.
2008 год — 5 млрд долларов.
2007 год — 6 млрд долларов.
В 2023 году чистый бухгалтерский убыток объеденного юрлица составил 7 548 353 тыс. руб.

## Elenberg
Elenberg — изначально собственная торговая марка (private label) торговой сети «Эльдорадо». Фактически товары производятся на территории Китая и Турции различными заводами и затем собираются в Калининграде ООО «Радиоимпорт-Р», «Телебалт» и другими предприятиями. По данным 2006 года, на долю Elenberg приходилось около 10 % продаж «Эльдорадо», в 2008 году — 8 %.